# William D. Bloxham
William Dunnington Bloxham (9 de julho de 1835 – 15 de março de 1911) foi um político americano, o 13º e 17º Governador da Flórida, em dois mandatos não consecutivos. Antes de seu primeiro mandato como governador, ele serviu na Câmara dos Representantes da Flórida.
No período entre seus mandatos como governador, ele foi titular da Controladoria estadual no governo de Francis P. Fleming. Bloxham foi o segundo governador nativo da Flórida.

## Início de vida e carreira
Bloxham nasceu em uma fazenda no Condado de Leon, Flórida, filho de William e Martha (Williams) Bloxham. Seu bisavô migrou da Inglaterra para gerenciar a plantação de George Washington tendo seu avô suportado inúmeras adversidades devido à Guerra anglo-americana de 1812. Seu pai era de Alexandria, na Virgínia e mudou-se para o Condado de Leon para cuidar uma plantação em 1825, tornando-se um dos poucos colonos brancos em uma área dominada por índios nativos americanos. O pai de William serviu nas Guerras Seminoles. Martha Bloxham nasceu no estado americano da Geórgia, no Condado de Twiggs e mudou para a Flórida quando criança.
William frequentou uma escola de Condado na Flórida antes de serem enviados para a escola preparatória na Virgínia aos 13 anos. Pelos próximos sete anos, ele frequentou escolas da Virgínia, incluindo Academia de Rappahannock, onde entre seus professores estava incluído o senador William Mahone. Bloxham formou-se The College of William & Mary em 1855 e adquiriu bacharelado em direito na faculdade. Foi admitido para advocacia na Flórida, mas, por motivos de saúde abandonou a profissão, tendo ido para a Europa e escolheu a uma vida mais ativa de plantador quando retornou. Em novembro de 1856, ele e Mary C. Davis viajaram para a sua casa na cidade de Lynchburg, Virginia, para casarem.
Bloxham interessou-se por política e militou ativamente em favor de James Buchanan na eleição presidencial de 1856. Em 1861, ele foi eleito para a Câmara dos Representantes da Flórida sem oposição. Com o recrudescimento da Guerra Civil, em 1862, Bloxham organizou uma companhia de infantaria do Condado de Leon, que serviu durante toda guerra. Após a guerra, ele firmemente se opôs a Reconstrução dos Estados Unidos e, usando sua popularidade como bom orador, se fez voz de liderança entre os democratas da Flórida. Ele serviu como um eleitor presidencial para a chapa democrática composta por Horatio Seymour e Francis Preston Blair, Jr. nas eleições de 1868.

## Controvérsia da eleição de 1870
Em 1870 Bloxham estava no centro de uma tempestade política durante um dos períodos mais violentos da Flórida. Os carpetbaggers (termo pejorativo que os sulistas deram aos nortistas, também conhecidas como Yankees) republicanos encontraram resistência na Flórida, muitas vezes violenta, por grupos como a Ku Klux Klan. No dia da eleição de 1870, as cidades mais violentas foram invadidos por tropas federais, a pedido do governador Harrison Reed. O caos desse dia envolveu também o membro da Convenção Constitucional William Capers Bird, apontando uma arma para o senador estadual afroamericano Robert Meacham na escadaria do Tribunal em Monticello, declarando o seguinte aviso, "nenhum afroamericano vota aqui".
Quando finalmente a votação terminou, verificou-se que Bloxham tinha vencido a disputa para vice-governador. Os republicanos usaram o caos do dia como uma desculpa para rejeitar os votos de nove condados amplamente democráticos, mas Bloxham buscou uma liminar na Corte Geral da Flórida para impedir que resultados fossem prejudicados pelo anúncio. Um juiz concedeu a liminar, mas um grande júri federal indiciou e mandou prender o juiz. Com o juiz na prisão, a Junta encabeçada por republicanos rejeitou votos suficientes para anular a vitória de Bloxham em favor do republicano Samuel T. Day.
Bloxham levou a disputa eleitoral para a Suprema Corte da Flórida, protocolando um mandado de segurança em 10 de janeiro de 1871, para forçar uma recontagem. Enquanto o Procurador-geral da Flórida discordava que uma recontagem pudesse ser ordenada, o chefe da Suprema Corte estava de acordo com Bloxham. Os republicanos do legislativo entraram em ação, revogando a lei que criou o Conselho eleitoral, em primeira medida então a Suprema Corte dos Estados Unidos tornava-se incapaz para obrigar o Conselho a recontar, pois o Conselho efetivamente deixou de existir. Bloxham ainda recorreu para Suprema Corte em 20 de fevereiro de 1871, para contestar a vitória eleitoral, mas o caso não foi julgado até o dia 15 de novembro. Em 1 de junho de 1872, a Corte finalmente decidiu que Bloxham vencera a eleição de 1870, no entanto já haviam expirado os mandatos de senadores estaduais, significava impossibilidade de presidir o senado. Embora ele prestasse o juramento do cargo em 3 de junho, ele não poderia executar o único dever do vice-governador, que seria presidir o Senado. Assim, ele não consta nas listas de Vice-governadores da Flórida. Não obstante, a decisão marcou a primeira vitória para o partido democrático da Flórida desde a guerra.

## Governador e a aquisição de terras de Disston
No Verão de 1872 Bloxham foi indicado por unanimidade na Convenção Democrata de Jacksonville para a disputar o cargo de governador com o General confederado Robert Bullock como seu companheiro de chapa. Em novembro, uma forte tempestade no dia da eleição reduziu o número de votos e Bloxham foi derrotado pelo republicano Ossian B. Hart por 1.200 votos. Hart havia tentado obter uma vaga no Senado dos Estados Unidos aberta pela morte de Abijah Gilbert dois anos antes em seu primeiro ano de mandato. Bloxham serviu no Comitê Executivo do partido democrático do estado e participou ativamente na bem-sucedida campanha para governador de George Franklin Drew, prometendo proteção aos afroamericanos que votassem nele. Bloxham foi nomeado secretário de estado.
Em junho de 1880, Bloxham foi nomeado novamente para concorrer para governador e assim renunciou ao cargo de Secretário de estado. Em sua segunda tentativa, ele ganhou a eleição por mais de 5.000 votos e foi empossado em 4 de janeiro de 1881. Bloxham herdou uma dívida de estado de $1 milhão e de uma ação que colocava sob penhora milhões de hectares de terra da Flórida. Antes de seu primeiro mês como governador ser completado, Bloxham e a Flórida assinaram um acordo com Hamilton Disston, um herdeiro de uma madeireira da Philadelphia, pelo qual Disston iria tentar drenar os Everglades e receberia metade da terra que ele recuperasse. Com Disston em plena atividade e planejando esforços para drenagem, Bloxham pessoalmente viajou até a Filadélfia para fazer um negócio ainda maior com ele. Em 14 De junho de 1881, Disston assinou um contrato de venda de 4 milhões de acres de terra da Flórida, maior do que o estado de Connecticut, por $1 milhão, uma venda que foi notícia internacional. Quando Disston e um segundo comprador, Sir Edward James Reed, pagaram a totalidade, o estado livrou-se de dívidas e a experimentou um período de prosperidade.
No final do primeiro mandato de Bloxham como governador em 1884, pedidos de reforma da Constituição da Flórida aumentaram, alimentado pela divisão entre os democratas do estado. Apoiadores do antecessor do Bloxham, George Franklin Drew, criticaram Bloxham pela venda de terrenos para Disston, bem como seu aparente compromisso com o desenvolvimento da região de Panhandle na Flórida à custa do resto do estado. Eles se reuniram em torno do General confederado Edward A. Perry e fizeram uma chamada para uma Convenção constitucional. Em 1884, Bloxham perdeu a nomeação democrata para Perry e os eleitores aprovaram a Convenção que criou à Constituição de 1885 da Flórida.

## Segundo mandato de governo
Em 18 de abril de 1885, Bloxham foi nomeado Ministro residente e cônsul geral dos Estados Unidos para a Bolívia pelo presidente Grover Cleveland. Bloxham prestou o juramento do cargo, mas declinou ao cargo. Em vez disso, ele aceitou uma nomeação feita em novembro de 1885 para se tornar Inspetor-geral dos Estados Unidos para a Flórida, cargo que exerceu até dezembro de 1889. Quando a posição de Inspetor geral vagou em 1 de maio de 1890, o governador Francis P. Fleming indicou Bloxham para preenchê-la. Bloxham por unanimidade foi nomeado para o cargo em agosto de 1890 e facilmente ganhou a eleição, sendo identicamente reeleito em 1892.
Após a Inspetoria-geral Bloxham disputou para governador e foi vitorioso em 1896, 12 anos depois de seu primeiro governo. Apesar de sua reputação de conservador, Bloxham deixou sua marca em seu segundo mandato, restabelecendo e ampliando os poderes da Comissão de estradas de ferro, restringindo os monopólios e criando um cargo de auditor para todo o estado com intenção de eliminar a fraude no governo e sobras. Regulamentou as companhias de seguros de incêndio e mulheres serviram como notárias (tabeliã) pela primeira vez durante o segundo mandato no governo de Bloxham.

## Morte e legado
William Bloxham morreu em 15 de março de 1911, em Tallahassee, Flórida. Um planejado Condado de Bloxham na Flórida, situado em torno de Williston, Flórida, nunca chegou a existir, ficando apenas em projetos, pois foi rejeitado em referendo em 1915.
William Bloxham foi um proprietário de uma plantação de algodão no estado americano da Flórida, no Condado de Leon desde o final de 1850, sendo o proprietário da empresa William D. Bloxham Plantation.

## Fonte da tradução
- Este artigo foi inicialmente traduzido, total ou parcialmente, do artigo da Wikipédia em inglês cujo título é «William D. Bloxham».